# Laqsir
Laqsir (en àrab لقصير, Laqṣīr; en amazic ⵍⵇⵚⵉⵕ) és una comuna rural de la província d'El Hajeb, a la regió de Fes-Meknès, al Marroc. Segons el cens de 2014 tenia una població total de 32.028 persones.